# Bocchino delle Meraviglie
Il Bocchino delle Meraviglie (Buchén de Meravíe in ligure garessino,  1.191 m s.l.m.) è un valico delle Alpi liguri situato in Provincia di Cuneo. Collega l'alta Val Tanaro con la Val Neva.

## Descrizione

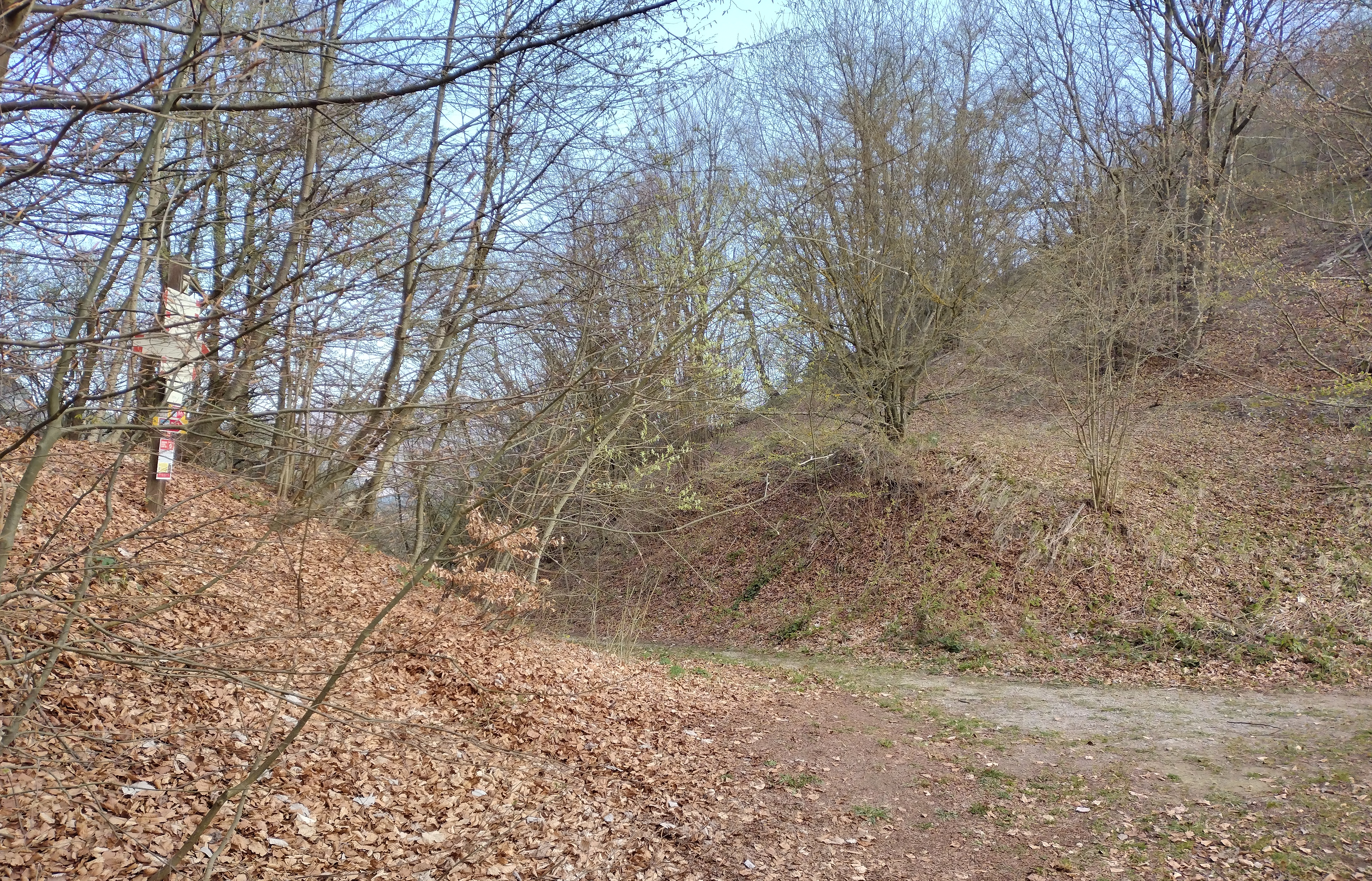
Il colle lato Val Neva

Il colle si apre sulla catena principale alpina tra i bacini del Tanaro e del Neva (quest'ultimo tributario del Mar Ligure). Si apre tra il Monte Pennino (a nord-est) e il Monte Galero (a sud-ovest).A  Per il colle passano alcune strade forestali e il sentiero che conduce al vicino Bric della Penna.

## Geologia

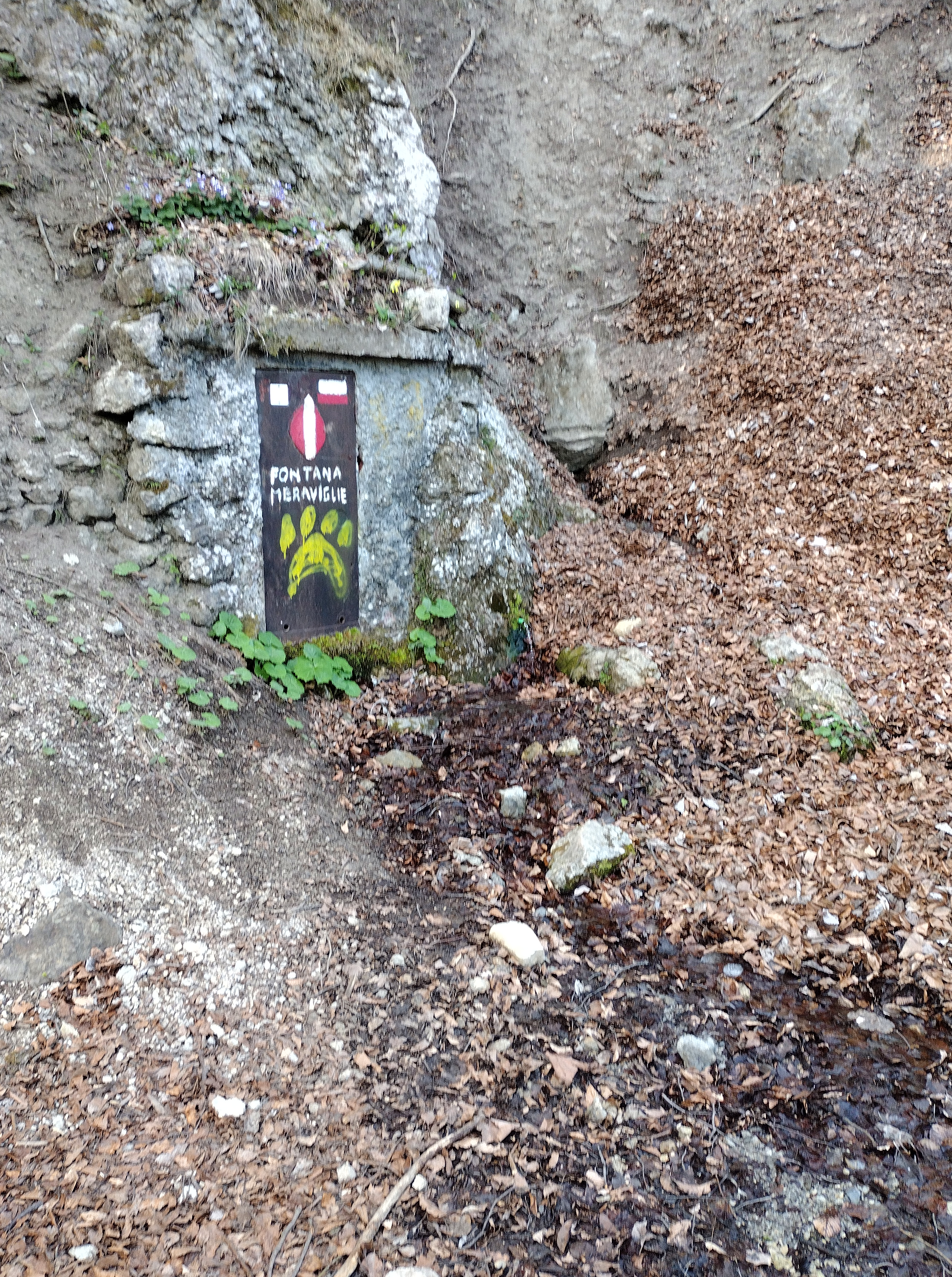
Fontana delle Meraviglie

A poche decine di metri dal Bocchino delle Meraviglie, sul lato padano dello spartiacque, si trova la Fontana delle Meraviglie. Si tratta di una sorgente con flusso intermittente, caratteristica dalla quale deriva forse il suo nome.  La fonte è da tempo nota agli studiosi, e il periodo tra di intermittenza, almeno in estate, è di circa un quarto d'ora.

## Escursionismo

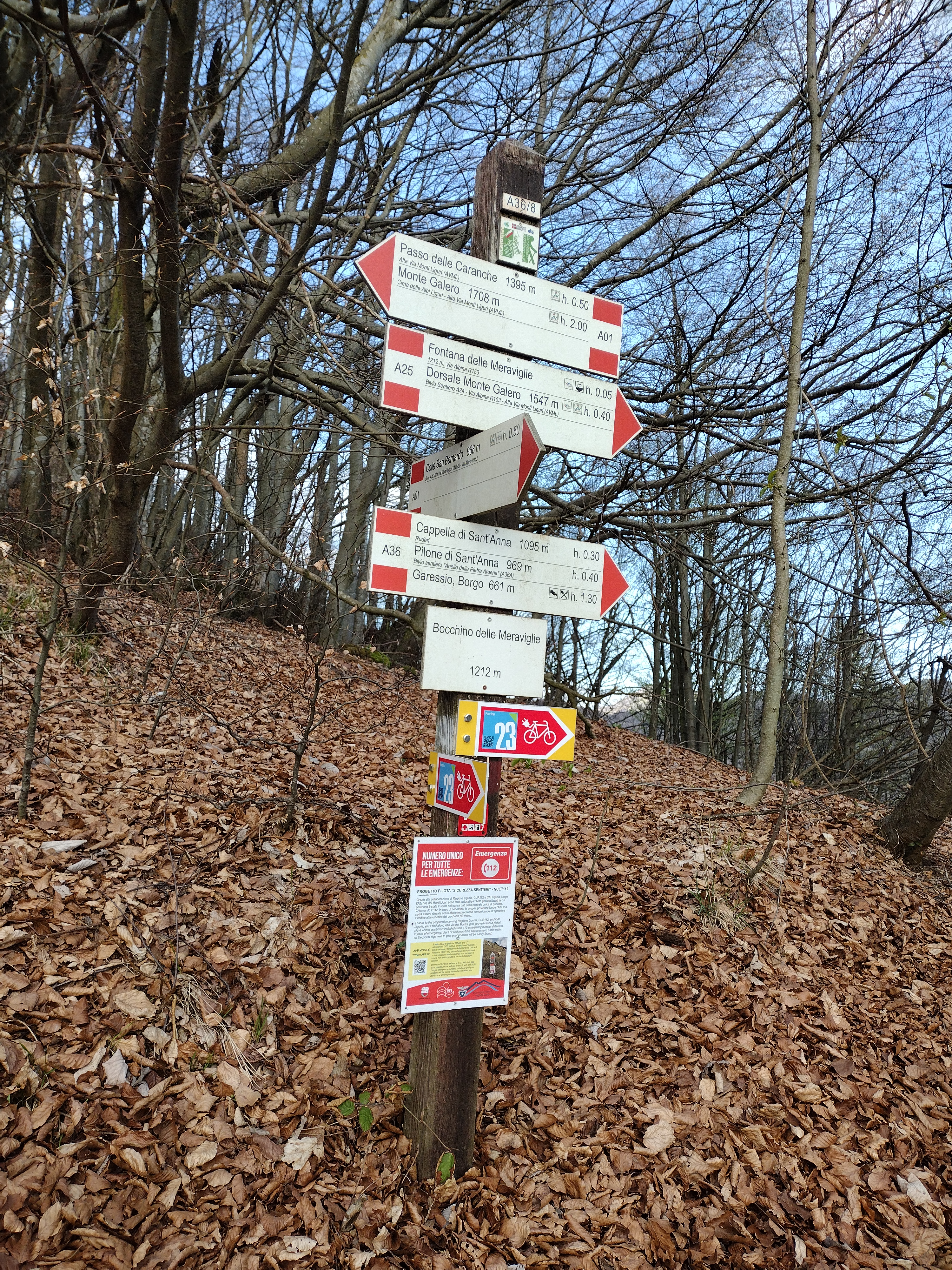
Palina segnaletica sul punto di valico

Il Bocchino delle Meraviglie è raggiungibile a piedi (o in mountain bike ) da varie località, ed in particolare da vicino Passo delle Caranche, dal Colle San Bernardo e, con percorso più lungo, da Garessio. Per il valico transita l'Alta via dei Monti Liguri.